# Arborophila brunneopectus
Arborophila brunneopectus е вид птица от семейство Phasianidae.

## Разпространение
Видът е разпространен във Виетнам, Камбоджа, Китай, Лаос, Мианмар и Тайланд.